# 鳥嶋和彦
鳥嶋 和彦（とりしま かずひこ、1952年〈昭和27年〉10月19日 - ）は、日本の編集者、実業家。元白泉社顧問。
『週刊少年ジャンプ』（集英社）の編集に長らく携わっており、特に鳥山明を見出し、編集担当したことで知られる。

## 経歴
新潟県小千谷市出身。実家は小千谷駅前で洋品店を営んでいた。新潟県立小千谷高等学校を経て、慶應義塾大学法学部を卒業後、1976年（昭和51年）、集英社に入社。『週刊少年ジャンプ』編集部に配属され、以後一貫してジャンプ関連の雑誌・書籍の編集を担当。漫画以外にも、企画ページの『ジャンプ放送局』、『ファミコン神拳』などの編集や、連載漫画のメディアミックス化を手がけたり、さくまあきらや堀井雄二などの外部の人間を起用しゲームの世界に導いたり、『ドラゴンクエスト』（以下『ドラクエ』）誕生にも一役かっている。1993年（平成5年）には創刊編集長として、後輩の高橋俊昌とともにゲーム雑誌『Vジャンプ』を立ち上げた。
この1993年には『週刊少年ジャンプ』の5代目編集長の有力候補とみられていたが、このときは後輩の堀江信彦が5代目編集長に就任した。これは第4代編集長であった後藤広喜の指名であったといわれる。鳥嶋自身はこの経緯を「知らない」としているが、これはVジャンプ創刊の経緯につながった。
1996年（平成8年）2月に『週刊少年ジャンプ』の売上低迷を打破する切り札として、ジャンプ本誌に呼び戻され6代目編集長に就任。『遊☆戯☆王』など連載作品のメディアミックスを精力的に推し進めた。前体制から続く発行部数下落傾向の結果、1997年（平成9年）には『週刊少年マガジン』に発行部数首位の座を奪われたものの、この頃から『ONE PIECE』や『NARUTO -ナルト-』などの新人作家のヒット作が再び出てくるようになった。以後2001年（平成13年）6月まで『週刊少年ジャンプ』の編集長兼発行人となった。
その後、『週刊少年ジャンプ』『月刊少年ジャンプ』『Vジャンプ』を統括する第3編集部部長に昇格。週刊ジャンプ発行人は引き続き鳥嶋名義で対応していた。2003年（平成15年）1月、鳥嶋の後任であった高橋が急逝した際は、追悼号となった2003年11号限りの編集長兼発行人として、高橋の追悼メッセージを掲載した。翌週号からは副編集長であった茨木政彦の編集長への昇格人事を行った。以降は週刊ジャンプ発行人としての任務は2008年に茨木から後任の佐々木尚にバトンタッチするまで続いた。
その一方で、週刊ジャンプ時代の優れたメディアミックス展開に対する評価から、ライツ事業部部長に抜擢され兼任、2004年（平成16年）8月には集英社常勤取締役となる。なお、引き続き第3編集部部長職であり、2006年（平成18年）7月まで兼任していた。2008年（平成20年）6月設立の小学館集英社プロダクション取締役を兼任。2009年（平成21年）8月には集英社常務取締役、2010年（平成22年）8月には集英社専務取締役に昇任。2015年（平成27年）8月に退任し、同年11月より白泉社代表取締役社長に就任する。2018年（平成30年）11月より白泉社代表取締役会長に昇任。2021年（令和3年）に白泉社代表取締役会長を退任し、白泉社顧問に就任。2022年11月30日に白泉社顧問を退任後、社友となる。同年12月23日の臨時株主総会の承認を経てブシロード社外取締役に就任。
2020東京オリンピック・パラリンピックのマスコット審査会メンバーの一員。
2022年、第25回文化庁メディア芸術祭功労賞を受賞。

## 編集者として
就職の際に自分の適性を自己分析した際、人より秀でているのが「人より多く本を読んでいる」ことぐらいしかなく、就ける職業が作家か編集者ぐらいと考えたが、作家として必要な「何かを発想して、その発想を深め続けること」ができないと実感して編集者の道を志す。第一志望は文藝春秋だったが、当時はオイルショックの翌年で採用がなく、最終的に就職試験に受かったのが生命保険会社と集英社だったという。集英社では『月刊プレイボーイ日本版』に関わりたいと考えていたが、配属になったのが『週刊少年ジャンプ』編集部で（本人曰く「がっかりした」）、それまで『ジャンプ』はおろか漫画すら一切読んだことがなかった。配属後に『ジャンプ』のバックナンバーを読んでも一つも面白く感じず、編集部内の体育会系の雰囲気を嫌ったこともあり、配属されて1週間で転職を考えるようになった。「そもそも漫画好きではない」というスタンスはその後の編集者としての立ち位置にも大きく影響しており、後に「漫画がすごいのではなくて、子どもが入手できる媒体で他に読むものがないから消去法で漫画を読んでいるだけ」「言いたいことを言った結果、漫画編集を外してもらえればラッキーくらいに思っていた」「資本主義なので数字さえ出せばいい。最前線で結果を出す人間が最も尊い」と語っている。一方で、自社の資料室にあった他の漫画を片っ端から読んで研究し、特に読みやすいと感じた週刊少年マガジン掲載のちばてつや作品『おれは鉄兵』を徹底的に分析。コマ割りの手法を新人漫画家の指導に応用した。
ジャンプで最初に担当したのは『ドーベルマン刑事』の作画を担当していた平松伸二で、平松とはまともにコミュニケーションを取るのに3か月を要したという。鳥嶋が担当して3か月後には打ち切りの予定だったという『ドーベルマン刑事』だが、平松が「細面の美人タイプ」として描いていた新キャラクター・綾川沙樹を、榊原郁恵のグラビアを見せながら「こういうイメージで行こう」と平松にアドバイスし、全て書き直させた結果、読者アンケートで3位に浮上し、後に原作の武論尊が綾川をメインに直した続編を作り、それが読者アンケート1位を獲得することになって、漫画編集者の仕事のおもしろさを感じるようになり、これが働くモチベーションにつながったという。
鳥山明が新人賞に応募した原稿を最初に見た印象を鳥嶋は「原稿がきれいだな」と思ったという。内容が『スター・ウォーズ』のパロディだったために規定により選外となるものの、すぐに鳥山に電報を打って「才能があるから僕と一緒にやろう。すぐに絵コンテを作って送ってほしい」と持ちかけ、その絵コンテを『ワンダー・アイランド』として読み切り掲載にこぎ着けるも、読者アンケートでは最下位となる。しかし、そこからどうすれば面白い漫画を作れるのかを鳥山と試行錯誤し、1年半後に『Dr.スランプ』として連載にこぎ着ける。元々第1話にしか登場しなかったはずの則巻アラレを主人公に据えることになったのも鳥嶋のアイディアであるが、これは、気乗りしなかった鳥山に「女の子を主人公にした漫画（『ギャル刑事トマト』）を描いて、読者アンケートが3位以内だったらそのまま、4位以下だったらアラレを1話だけで消していい」と賭けを持ちかけ、読者アンケートで3位だったためにアラレが主人公になったという。『ドラゴンボール』では、初期に読者アンケートの順位が下がり始めた際、孫悟空の「強くなりたい」というキャラクターを際立たせるために、あえて登場人物を悟空・クリリンと亀仙人だけにしてその他のキャラクターを排することでテーマを明快にし、人気を回復させた。
桂正和は高校卒業間際にフレッシュジャンプ賞に投稿した作品が選外ながらも鳥嶋の目にとまったことがデビューのきっかけとなり、『ウイングマン』の編集や『電影少女』の発案に関わっていた。特にデビュー作の『転校生はヘンソウセイ!?』や『電影少女』などは鳥嶋のアドバイスによる要素が大きい。
『ジャンプ放送局』を立ち上げたのは、『ジャンプ』の読者ページを鳥嶋が担当することになり、鳥嶋本人はいやがったものの当時の副編集長が懇願するため、当時『週刊プレイボーイ』に鳥山のインタビューを掲載したいと持ちかけたさくまに担当させることを担当の条件としたためであるという。
意に沿わない内容であれば原稿を容赦なく没（不採用・描き直し）にする鬼の編集者としても有名で、口癖の「ボツ!」は『Dr.スランプ』を初めとして多くの作品に登場し、鳥嶋本人の代名詞となっている。ただ本人は、「漫画のように『ボツ!』と言ったことは一度も無い」と話している。自身は作家のエリアには入らないスタンスを取り、ストーリー作りに参加する編集は二流と評しており、いかに何度も作家にダメ出しをして「自分は他人より何が優れているか」を悟らせることがビッグヒットを生む最大のコツであると語っている。また、ストーリー作りに時間をかけるのは無駄であり、身近に感じられる魅力的なキャラクターを作ることが大事であると考えている。また、漫画家に対して編集者は、作家に面白い漫画を描く力を付けさせ、読者に届けられる作品に磨かないといけないとも語っており、ゆえに編集者が漫画家に好かれる必要はないとも述べている。
泥臭い作品が読者や購買層に飽きられてきているのを感じていたのか、ジャンプの三原則であった友情・努力・勝利に関しては否定的で、特に暑苦しい熱血ものや根性物を嫌った。その一方でラブコメディ好きで、『ドーベルマン刑事』での加納と三森、『Dr.スランプ』でのアラレとオボッチャマン（をはじめとした各種カップル）などにおいて、登場キャラクター同士を恋愛関係に発展させることにこだわった。元々恋愛沙汰を苦手としていた鳥山はこの姿勢に反抗し、『Dr.スランプ』の千兵衛とみどりの結婚に至る過程および次作『ドラゴンボール』での孫悟空とチチの結婚に至る過程をあっさりさせたとのこと。
2015年4月15日に放送されたCS放送フジテレビONEの番組『漫道コバヤシ』#15「伝説の編集者 鳥嶋和彦さんと少年ジャンプの歴史を振り返るSP」において、編集者として関わった作品や作家と共に歩んできた制作秘話などを熱く語った。同月24日にフジテレビ系列で放送された「地上波特別編」でも、この放送で使われた一部と、『ドラゴンボール』や鳥山明の秘話などを熱く語ったものが放送された（一部地域を除く）。その中で鳥山の『ドラゴンボール』が生まれる切っ掛けとして鳥山がジャッキー・チェンの『酔拳』のビデオを流しながら仕事していたので鳥嶋が「カンフーの漫画を書いたらどうか」とアドバイスしたという。
尾田栄一郎への評価は当初低く、『ONE PIECE』のプロトタイプとなった読み切り『ROMANCE DAWN』のアンケートが好調だったのにもかかわらず、「話の整理がついていない（話の構成に難がある）」との理由で連載開始を3度却下。4度目の会議でも意見が割れ、2時間を越える会議の末、当時副編集長の高橋俊昌が「これをやれなければ作家も編集者も腐る」と訴えたことに対し、「意見が割れるということは大ヒットする可能性があるということかもしれない」と判断して連載を許可、連載初回のアンケート調査で1位を獲得するなど、結果的にジャンプの凋落傾向が一旦底を打つきっかけとなる“救世主”となった。
『ONE PIECE』が大ヒット作となって以降も「作品自体あまり好きではない」「3巻までしか読んでいない」「2巻までの構成を続けてほしかった」と公言している。ただこれは『ONE PIECE』に限らず他の作品も「通常3巻までしか読まない」とのことで、「だいたいどれも試行錯誤したのちにストーリーの骨格が出来るのが3巻あたり」で「（作品の）良し悪しは3巻で決めている」との理由があるからという。
2024年3月26日（25日深夜）、パーソナリティを務めるラジオ番組『TOKYO M.A.A.D SPIN「ゆう坊&マシリトのKosoKoso放送局」』において鳥山明追悼回を放送。45年に及ぶ鳥山との信頼関係や仕事ぶりをはじめとする、その胸中を語った。

## ゲーム業界との関わり
ゲーム好きであり、新入社員の頃に『スペースインベーダー』にハマっていた他、『ジャンプ放送局』のさくまあきらたちとよく新宿のゲームセンターで行われるロケテストで新作ゲームを遊んでいた。その関係でさくまから当時『月刊OUT』で仕事をしていた堀井雄二を紹介され、1982年の『週刊少年ジャンプ』誌上でのマイコン特集を皮切りに堀井とともに同誌でゲーム記事を作るようになる。堀井とは『ウィザードリィ』の戦闘システムや『ウルティマ』の世界観についてよく語り合い、1983年にファミリーコンピュータ（以下ファミコン）が登場するとその操作性の良さに感動し、「これからはファミコンの時代がくる」と互いに話していた。その後、ファミコンの袋とじ特集で売り上げを伸ばした『コロコロコミック』に対抗して『ジャンプ』でもゲーム特集を作るよう当時の副編集長に命じられ、『コロコロ』の二色刷に対して四色刷にすることと、ミシュラン的なゲームレビューを載せてメーカーからクレームが来たら全部カットすることを条件に『ファミコン神拳』をスタートさせた。同記事を執筆した堀井のことは「ライターとしては天才に近い」と評し、原稿にボツを出したことはほとんどなかった。また、男臭い作風を嫌う鳥嶋は当時の編集部内で浮いており、他の編集者たちから「なぜ漫画雑誌である『ジャンプ』にゲーム記事を載せるんだ」という反発の声が出ることを見越して、堀井が記事と並行して作っていた『ドラゴンクエスト』のキャラクターデザインとして漫画家の鳥山明を巻き込む形をとった。
初期のキャラクターゲームの中では『キン肉マン マッスルタッグマッチ』は傑作と語り、その頃にバンダイの橋本真司に会う。後にバンダイは『ドラゴンボール 神龍の謎』でヒットを出したものの、当時の代理店を通じてアニメ『ドラゴンボール』のスポンサーを降りると言い、それを聞いた鳥嶋は橋本を呼び出し「じゃあゲームの許諾を取り消すから2本目はないよ」と言ったことで降板を取り消させ、以降はアニメのスポンサードしないゲーム化は全て断るようになった。また橋本からジャンプ漫画のオールスターゲームである『ファミコンジャンプ 英雄列伝』の企画を持ち込まれ、鳥嶋が「漫画によってゲームにしやすいものとしづらいものがあって印税で儲かる作家と儲からない作家が分かれて不公平だが、このゲームを出せば全員がもれなく報われます」と編集部を説得したことで企画が実現化した。
バンダイとの間では、2003年に発売された『ドラゴンボールZ』の開発を巡り、開発がある程度進んだ段階でバンダイの内山大輔と鵜之澤伸をジャンプ編集部に呼び出し、バンダイがジャンプ編集部の許諾を得ずに開発を進めていたことと、キャラクターの出来の悪さから「悪いけど、これはゴミ箱に捨ててください」とだけ伝えて開発中止（やり直し）を通告したり（当該項参照）、データカードダス ドラゴンボールZシリーズのクオリティを問題視し、ドラゴンボール関連商品の監修を（関連会社のものも含めて）全面的に一時停止したなどの逸話がある。
1989年に『週刊少年ジャンプ』で連載開始した『DRAGON QUEST -ダイの大冒険-』にも関わっており、当時の副編集長に「『ドラクエ』を『ジャンプ』で特集してもエニックスに利益があっても『ジャンプ』に出版物としての利益がない」と言われ、頭に来て『ジャンプ』で漫画を起こそうと考え、当時『ファミコン神拳』の後継コーナーである『ファミコン快盗芸魔団』のメンバーだった三条陸を原作担当、担当漫画家のひとりでオリジナル漫画を描きたがっていたため鳥嶋の依頼を断ろうとしていた稲田浩司を説得して作画担当に起用し『ダイの大冒険』の原型となる計5回の読切を描かせた。アンケート結果は上位となり同年に連載決定となるが、連載開始時には鳥嶋はすでに副編集長となっていたため、直接担当を務めたのは読切5回のみだった。
1990年には『週刊少年ジャンプ』でやることがなくなったと感じ、漫画とホビーを題材とした雑誌『ブイジャンプ』を立ち上げる。しかし当時の集英社にはライツの専門部署がなく複数の版権元とのタイアップ対応が大変だと気付き、3号まで出してそれぞれゲーム、アニメ、おもちゃの順に特集し、あえて少しずつ部数を落として会社に無理だと納得させ、これまで『ジャンプ』で扱ってきた『ドラクエ』や『ファイナルファンタジー』などのゲームを中心にすれば少人数で負担をかからないと提案し、新たに準ゲーム雑誌として『Vジャンプ』に改題して仕切り直した。
『ファイナルファンタジー』の生みの親である坂口博信とは『Vジャンプ』立ち上げの際に、後に『遊☆戯☆王』のカードプロデューサーとなる下村聡から紹介される。初対面で『ファイナルファンタジーIII』をダメ出しして、坂口がジャンプ編集部に『ファイナルファンタジーIV』をプレゼンしに来た際には途中からやりたくないという理由で見送り、次の『ファイナルファンタジーV』の最初から組むことになった。坂口とは週に1回飲みに行く間柄となる。
ゲーム業界に関わって逃したゲームは『ポケットモンスター』と『伝説のオウガバトル』の2つであると語っている。

## 創作物の登場人物として
特徴的な顔立ちや言動から漫画のキャラクターのモチーフにされやすく、鳥嶋が『週刊少年ジャンプ』編集部に勤務していた際に掲載されていた漫画には、鳥嶋をモデルにしたキャラクターが多く登場している。
早い例では1979年43号掲載の『キン肉マン』「とまれ!マラソン怪獣の巻」で、先輩編集者の中野和雄とともに脇役として登場している。
1982年、鳥山明は『Dr.スランプ』の作中で、担当編集者としての鳥嶋のほかに、世界征服を狙う悪の科学者としてDr.マシリトを登場させた。名称は「トリシマ」を逆さに読んだものであり、編集者としての鳥嶋とほぼ同じ容貌であった。Dr.マシリトはその後も繰り返し出演し、ストーリーに大きな影響を及ぼす主要キャラクターの一人となった。また、多くのジャンプキャラクターが登場するゲームにおいても『ファミコンジャンプ 英雄列伝』（最終決戦の2人目の相手）や、後の『ジャンプスーパースターズ』『ジャンプアルティメットスターズ』に登場するなど高い知名度を誇る。以降、マシリトは鳥嶋のニックネームとなっている。
その後も『DRAGON QUEST -ダイの大冒険-』のマトリフ、『とっても!ラッキーマン』のトリシマン、『幕張』の嶋鳥和彦など、鳥嶋をモデルとしたキャラクターが次々と登場した。そういった作品では、眉毛の薄さをネタにされることが多い。
『Vジャンプ』の読者コーナーにも総統マシリトが登場し、テレビ番組『ダンジョンV』のキャラクターにもなった。同誌連載中の『犬マユゲでいこう』では実名で登場しており、単行本には顔写真も掲載されている。
ゲームソフト『桃太郎伝説シリーズ』・『桃太郎電鉄シリーズ』にも、鳥嶋をモデルにしたキャラクター、天の邪鬼（あまのじゃく）が登場している。またキングボンビーは、鳥嶋の性格をモデルにしているという。
平松伸二の自伝漫画『そしてボクは外道マンになる』には平松の初連載作品『ドーベルマン刑事』の2代目担当編集者で、辛辣な言動と笑い声が特徴的な魔死利戸 毒多（ましりと どくた）として登場。女性キャラのアイディアを出して人気が低迷していた『ドーベルマン刑事』を盛り返したエピソード（前述）や、平松が故郷の岡山に居る彼女との遠距離恋愛で悩んでいることを打ち明けると、「彼女を大事にしなさい」と真摯にアドバイスしたことが紹介されており、白泉社代表取締役就任後の姿も描かれている。
『バクマン。』では「週刊少年ジャンプ」の編集長であった集英社の鳥嶋取締役として登場している。また劇中作品の「超ヒーロー伝説」で「取締マン（トリシマン）」としてキャラクター化されていることが言及されている。アニメ化された際には中村秀利が演じた。
以上のことについて本人は「3割は真実で、7割は誇張」と話していたことがある。

## 著書
- Dr.マシリト 最強漫画術（2023年7月21日、集英社）ISBN 978-4-08790-131-3[35]
- ボツ 『少年ジャンプ』伝説の編集長の“嫌われる”仕事術（2025年5月22日、小学館集英社プロダクション）ISBN 978-4-79687-447-2

### 著書について
- 鳥嶋の自著「ボツ 『少年ジャンプ』伝説の編集長の“嫌われる”仕事術」の初版69頁で、「悟空って、いったい何をやりたいキャラなんだろうね？」とドラゴンボールの作者である鳥山明に問うと「やっぱり"強くなりたい"ってことじゃないかな」と答えた旨を鳥嶋が語ると、聞き手の天野龍が「鳥山さんがそう言ったんですね？」「これも鳥山さんのこれまでのインタビューには全く出てこないんです。そのときのことを忘れていらっしゃるんですかね。」とコメントしているが「ドラゴンボール大全集」の2巻263頁で「悟空ってキャラを考えてみたとき、一番よく悟空を表してる言葉は「強くなりたい」っていうことで、だったらそれを前面に出そう。」と生前の鳥山明自身が鳥嶋とのやり取りについて自らコメントしている。
- 同書64ページでドラゴンボールについて鳥嶋は「『里見八犬伝』から引っ張ってきたんじゃないかと僕は思っている。鳥山さんに確認したことはないけどね。」とコメントしている。鳥山自身は「ドラゴンボール冒険Special」138頁で「単に「八犬伝」が8つの球なので、同じじゃ悔しいから7個にしたんです。」と明言している。

## メディア出演

### ラジオ
- TOKYO M.A.A.D SPIN（J-WAVE）
  - 2023年5月8日・15日・22日 - 堀井雄二と3週にわたりゲスト出演[36]。
  - 2023年6月26日 - 堀井雄二、榎本一夫、土居孝幸、大徳哲雄とゲスト出演。ファミコン神拳やジャンプ放送局などの裏話を語った[37]。
- ゆう坊&マシリトのKosoKoso放送局（2023年8月1日〈7月31日深夜〉 - 、J-WAVE） - 上記『TOKYO M.A.A.D SPIN』内包番組。毎月最終月曜日レギュラー[38][39] → 毎月第4土曜日レギュラー（2024年4月 - ）

共演は堀井雄二（堀井は隔月出演（イレギュラーあり））。鳥嶋出演回は「漫画」、堀井と共演回は「ゲーム」をテーマにしたトークを繰り広げる。ゲーム回には準レギュラーとして坂口博信も出演する。

### 配信
- ゆう坊&マシリトのKosoKoso放送局（2025年1月1日 - 、YouTube）※同名ラジオ番組出演者らによるYouTube番組。概ね1カ月に1度生配信（不定期）

### テレビ
- サキよみ ジャンBANG! #212「Vジャンプ20周年!カリスマだらけの大運動会」（2013年5月24日、テレビ東京）
- 漫道コバヤシ 第15回「『ドラゴンボールZ　復活の「F」』公開記念！伝説の編集者鳥嶋さんと週刊少年ジャンプの歴史を学ぼうSP」（2015年4月14日〈初回放送〉、フジテレビONE）[41]
- 探検バクモン（2015年5月20日、NHK）
- ドラゴンクエスト30th そして新たな伝説へ（2016年12月29日、NHK）
- おはスタ（テレビ東京）
  - 2022年7月11日「Dr.マシリトのおはトモ最強漫画術始動!!/週刊少年ペット」
  - 2022年7月18日「ジャンバル速報!/Dr.マシリトのおはトモ最強漫画術パート2!!」
  - 2022年8月15日「DT松本さん乱入!?夏休みハウステンボスSP/月曜はジャンプの日!」
  - 2022年8月22日
- X年後の関係者たち 第57回「伝説の編集者・鳥嶋和彦」（2023年12月25日、BS-TBS）[42]
- news23（2024年3月8日、TBS）[43]
- サンデー・ジャポン（2024年3月10日、TBS）
- Mr.サンデー（2024年3月10日、フジテレビ）
- 午後LIVE ニュースーン（2024年12月25日、NHK）